# Józef Piekut
Józef Piekut (ur. 4 października 1864 w Boguszynie, zm. 10 maja 1946 w Przasnyszu) – ksiądz katolicki, wieloletni proboszcz i dziekan przasnyski.

## Życiorys
Po ukończeniu szkoły powszechnej i średniej w 1884 wstąpił do Seminarium Duchownego w Płocku, które ukończył w 1889, otrzymując 15 czerwca święcenia kapłańskie z rąk biskupa pomocniczego Henryka Piotra Dołęgi Kossowskiego. Pełnił obowiązki wikariusza w parafiach: Płoniawy, Nasielsk, Skrwilno i Goworowo. Następnie był proboszczem w Rokiciu i Gozdowie.
W 1911 został koadiutorem proboszcza Stanisława Czaplińskiego w Przasnyszu, a po jego śmierci (1914) – samodzielnym proboszczem i dziekanem przasnyskim. Był duchowym opiekunem i przywódcą przasnyszan w okresie wojen o ich miasto w latach 1914-1915 i 1920. Zamieszczał w „Kurierze Płockim” wstrząsające opisy zniszczeń I wojny światowej. Pozostał w Przasnyszu w czasie krótkiej okupacji miasta przez bolszewików w sierpniu 1920.
Wspierał szkolnictwo, wspomagał ubogich, odznaczał się bezpośredniością i bezinteresownością. Za swą działalność został wyróżniony przez władzę świecką i kościelną. W 1925 wszedł do kapituły kolegiaty pułtuskiej jako kanonik, następnie jako prałat. 2 maja 1923 został odznaczony Krzyżem Oficerskim Orderu Odrodzenia Polski „za zasługi, położone dla Rzeczypospolitej Polskiej przez ofiarną i filantropijną działalność". Ponadto otrzymał Złoty Krzyż Zasługi oraz tytuł „Honorowego Obywatela Przasnysza” (1932).
W imieniu biskupa Nowowiejskiego 17 czerwca 1923 wprowadzał pasjonistów do zrujnowanego klasztoru bernardynów. W sierpniu 1926 był gospodarzem ogólnopolskich uroczystości przeniesienia do Rostkowa relikwii św. Stanisława Kostki. Od 1934 do końca II wojny światowej wspomagał go w pracy duszpasterskiej jako wikariusz ks. Kazimierz Gwiazda. Cały okres okupacji hitlerowskiej dzielił z parafianami w Przasnyszu. Udzielał pomocy Żydom i innym osobom ukrywającym się.
Zmarł po 35 latach pracy w Przasnyszu. 13 maja 1946 został pochowany na miejscowym cmentarzu parafialnym.